# Navarin (couraçado)
O Navarin (Наварин) foi um couraçado pré-dreadnought operado pela Marinha Imperial Russa. Sua construção começou em maio de 1890 no Novo Estaleiro do Almirantado em São Petersburgo e foi lançado ao mar em outubro do ano seguinte, sendo comissionado na frota russa em junho de 1896. Era armado com uma bateria principal composta por quatro canhões de 305 milímetros montados em quatro torres de artilharia duplas, tinha um deslocamento de pouco mais de dez mil toneladas e conseguia alcançar uma velocidade máxima de quinze nós (28 quilômetros por hora).
O Navarin passou seus primeiros anos atuando no Mar Mediterrâneo e no Sudeste Asiático. Enquanto estava neste último, participou da 1900 da supressão do Levante dos Boxers na China. Voltou para o Mar Báltico em 1902, sendo designado para a 2ª Esquadra do Pacífico após o início da Guerra Russo-Japonesa em 1904, sendo enviado para aliviar Porto Artur. A frota foi emboscada pelos japoneses na Batalha de Tsushima em maio de 1905, quando o Navarin foi seriamente danificado por disparos de couraçados inimigos e afundado depois de bater em duas minas navais.

## Desenvolvimento
O Navarin era um navio com uma borda livre baixa modelado a partir dos ironclads britânicos da Classe Trafalgar. O requerimento original era para uma embarcação menor, mas a Marinha Imperial mudou de ideia e pediu por um couraçado capaz de operar "em todos os mares Europeus e [até mesmo] capaz por sua capacidade de carvão alcançar o Extremo Oriente" por considerarem os couraçados alemães da Classe Brandenburg como sendo muito superiores. O projeto foi alterado depois de usa encomenda para a substituição de seu armamento principal por canhões mais poderosos e um aumento de seus armas secundárias de seis para oito canhões de 152 milímetros. O projeto básico do Navarin acabou estabelecendo uma configuração padrão para os pré-dreadnoughts russos que viriam a seguir.

## Projeto

### Características
O Navarin tinha 105,9 metros de comprimento da linha de flutuação e 107 metros de comprimento de fora a fora. Sua boca era de 20,4 metros e o calado de 8,4 metros. Seu deslocamento era de 10 370 toneladas, quase 740 toneladas a mais do que seu deslocamento projetado de 9 628 toneladas. A tripulação tinha 24 oficiais e 417 marinheiros.
Seu sistema de propulsão era composto por dois motores a vapor de tripla-expansão com três cilindros, cada um girando um eixo de hélice. Sua potência total indicada era de 9 125 cavalos-vapor (6 710 quilowatts) usando o vapor oriundo de doze caldeiras cilíndricas de tubo de fogo que funcionavam a uma pressão de 9,4 atmosferas (138 libras-força por polegada quadrada). As caldeiras ficavam arranjadas em quatro salas de caldeiras, cada uma possuindo sua própria chaminé de exaustão. Este arranjo incomum das chaminés deu ao navio o apelido jocoso de "Fábrica". A embarcação foi capaz de alcançar uma velocidade máxima de 15,85 nós (29,35 quilômetros por hora durante seus últimos testes marítimos realizados em novembro de 1895. O Navarin podia carregar até 1,2 toneladas de carvão, o que proporcionava uma autonomia de 3 050 milhas náuticas (5 650 quilômetros) a uma velocidade de dez nós (dezenove quilômetros por hora).
Testes iniciais das caldeiras em maio de 1891 mostraram que elas não conseguiam manter a pressão projetada devido à falhas de projeto. A Marinha Imperial exigiu que o Novo Estaleiro do Almirantado as substituíssem por novas ao seu  próprio custo, porém testes das novas versões ocorridos em agosto de 1893 mostraram que sua produção de vapor era inadequada. A fabricante pediu um ano para poder retificar os problemas, o que a Marinha Imperial concordou pois a construção do couraçado já estava atrasada.

### Armamento
A bateria principal do Navarin era composta por quatro canhões Obukhov Modelo 1886 calibre 35 de 305 milímetros montados em duas torres de artilharia hidráulicas, uma localizada na dianteira e outra à ré da superestrutura. Sua cadência de tiro era um disparo a cada dois minutos e meio. As armas disparavam projéteis de 331,7 quilogramas a uma velocidade de saída de 637 metros por segundo. Cada canhão tinha a disposição oitenta projéteis. Seu armamento secundário era formado por oito canhões Padrão 1877 calibre 35 de 152 milímetros montados em casamatas na superestrutura. A embarcação carregava ao todo 1,6 mil projéteis para essas armas.
A proteção contra barcos torpedeiros incluía catorze canhões Hotchkiss de disparo rápido de 47 milímetros montados na superestrutura. Eles disparavam projéteis de 1,4 quilogramas a uma velocidade de saída de 569 metros por segundo. Oito canhões Maxim de disparo rápido de 37 milímetros foram montados no alto do mastro dianteiro, enquanto outros quatro possivelmente eram usados para armar os notes do navio. Eles disparavam projéteis de 450 gramas a uma velocidade de saída de 402 metros por segundo. O Navarin também foi armado com seis tubos de torpedo de 381 milímetros acima da linha d'água, uma na proa, um na popa e dois em cada lateral.

### Blindagem
O couraçado usava uma blindagem composta para todas as suas superfície verticais blindadas, exceto pelas duas torres de artilharia, que eram feitas de uma mais resistente liga de aço-níquel. A espessura máxima do cinturão principal de blindagem na linha d'água era de 406 milímetros na parte central que então reduzia-se mais nas extremidades para entre 305 e 356 milímetros na área dos depósitos de munição. Ele cobria 69,5 metros do comprimento total da embarcação e tinha 2,1 metros de altura, afunilando-se para uma espessura de 203 milímetros na extremidade inferior. Os 45,7 centímetros superiores do cinturão tinham a intenção de ficarem acima da linha d'água, porém o Navarin foi finalizado com um sobrepeso e assim boa parte do cinturão ficava submerso. Ele terminava em anteparas transversais de 356 a 406 milímetros de espessura.
A casamata inferior ficava acima do cinturão e tinha 66,4 metros de comprimento e 2,4 metros de altura, tendo a intenção de proteger as bases das torres de artilharia. Suas laterais possuíam 406 milímetros de espessura e era fechada por anteparas transversais de mesma espessura na proa e na popa. A casamata superior protegia os canhões de 152 milímetros e todas as suas laterais tinham 127 milímetros de espessura. As placas de blindagem das torres tinham 406 milímetros, enquanto as laterais da torre de comando tinham 305 milímetros. O convés blindado tinha 51 milímetros sobre a casamata inferior, mas aumentava para 64 milímetros para além do cinturão principal até a proa e a popa.

## História
O Navarin foi nomeado em homenagem à Batalha de Navarino, sendo encomendado em 24 de abril de 1889 do Novo Estaleiro do Almirantado em São Petersburgo. Sua construção começou 13 de julho de 1889 e seu batimento de quilha formal ocorreu 31 de maio de 1890, sendo lançado ao mar em 20 de outubro de 1891. Ele foi transferido para Kronstadt em 1893 com o objetivo de passar por seu processo de equipagem, porém só foi comissionado na Marinha Imperial em junho de 1896 ao custo de mais de nove milhões de rublos. A construção foi atrasada seriamente por problemas com as caldeiras e por entregas atrasadas de placas de blindagem, montagens das armas e outros componentes, mais ineficiências na própria obra. Um exemplo foi de uma companhia russa que não tinha a capacidade de produzir a blindagem para uma portinhola de canhão da espessura necessária, porém a empresa de alguma forma não se deu conta disso e precisou apressadamente encomendar o componente com uma empresa francesa.

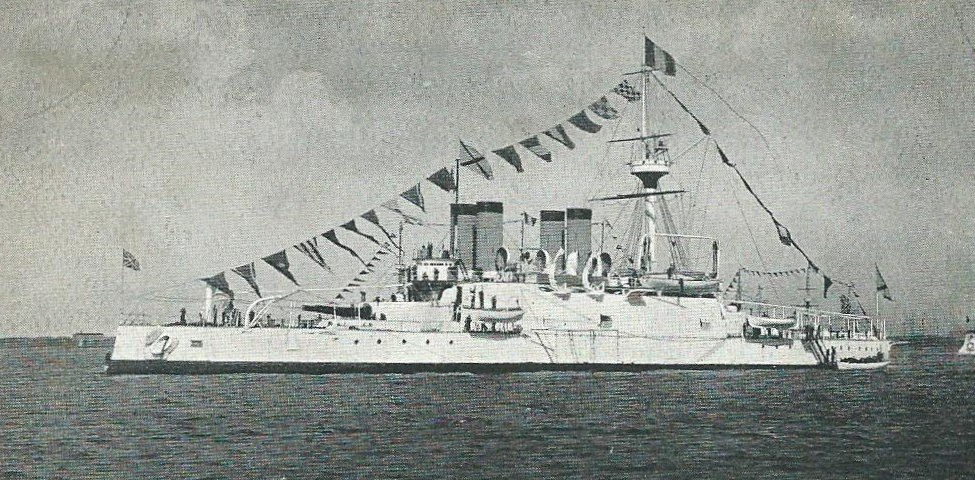
O Navarin c. 1902–1903

O navio foi designado para a Frota do Báltico e iniciou em agosto de 1896 um cruzeiro pelo Mar Mediterrâneo, visitando o porto grego de Pireu em 1º de outubro. Ele e o couraçado Sissoi Veliki foram enviados para o Extremo Oriente no início de 1898, chegando em Porto Artur em 28 de março. Dois anos depois participou da supressão do Levante dos Boxers na China. O Navarin, Sissoi Veliki e vários cruzadores partiram de volta para o Mar Báltico em 25 de dezembro de 1901 e chegaram em Libau no início de maio de 1902. A embarcação foi passar por reformas em setembro, porém isto foi interrompido em fevereiro de 1904 pelo início da Guerra Russo-Japonesa. O Navarin recebeu telêmetros Barr & Stroud de 1,4 metros, miras telescópicas e um equipamento de rádio Telefunken. Seu armamento leve foi aumentado pela adição de quatro canhões de 75 milímetros no lugar de quatro canhões de 47 milímetros no topo da superestrutura; duas destas armas removidas foram transferidas para o topo das torres de artilharia.
O Navarin foi designado para a 2ª Esquadra do Pacífico e esta partiu para Porto Artur de Libau em 15 de outubro de 1904, estando sob o comando do vice-almirante Zinovi Rozhestvenski. As embarcações pararam em Tânger no Marrocos no dia 28, com Rozhestvenski dividindo suas forças. Ele mandou que seus navios mais antigos, incluindo o Navarin, seguissem pelo Mediterrâneo e atravessem o Canal de Suez com o objetivo de se reencontrarem com o resto da força em Madagascar. Essa força que tinha o Navarin ficou sob o comando do contra-almirante Dmitri von Fölkersahm e partiu na mesma noite, chegando na Baía de Suda em Creta uma semana depois e então em Porto Said no Egito após mais duas semanas. As duas forças se reencontraram na ilha Nosy Be em 9 de janeiro de 1905, onde permaneceram por mais dois meses enquanto Rozhestvenski finalizava acordos de suprimentos. A esquadra seguiu para a Baía Cam Ranh na Indochina em 16 de março, chegando quase um mês depois para esperarem os navios obsoletos da 3ª Esquadra do Pacífico, comandada pelo contra-almirante Nikolai Nebogatov. Estes chegaram em 9 de maio e a força combinada seguiu para Vladivostok.
Rozhestvenski reorganizou suas embarcações em três divisões: a primeira consistia dos quatro novos couraçados da Classe Borodino e era comandada por ele mesmo, a segunda tinha o Navarin mais os couraçados Oslyabya e Sissoi Veliki e o cruzador blindado Admiral Nakhimov sob o comando de Fölkersahm, enquanto a terceira ficou com os navios de Nebogatov. Fölkersam morreu de câncer em 26 de maio e Rozhestvenski decidiu não informar o resto da frota para manter a moral alta. O capitão Vladimir Ber do Oslyabya se tornou o novo comandante da segunda divisão, já Nebogatov ficou sem saber que tinha se tornado o segundo em comando da 2ª Esquadra do Pacífico.
Os japoneses emboscaram os russos em 27 de maio na Batalha de Tsushima. Pouco se sabe das ações do Navarin porque pouquíssimos tripulantes sobreviveram e a visibilidade foi ruim durante a maior parte da batalha. O navio aparentemente não participou muito da primeira parte do confronto, porém foi seriamente danificado mais adiante no dia quando era a antepenúltima embarcação da linha de batalha russa. Ele foi atingido quatro vezes na linha d'água, causando grandes inundações na popa. Seu tombadilho estava submerso até a altura da torre de artilharia às 21h00min e o Navarin foi forçado a parar a fim de realizar reparos. Por volta do mesmo momento foi atacado por barcos torpedeiros japoneses que possivelmente o acertaram com um ou dois torpedos. O couraçado conseguiu voltar a seguir em frente e danificou um dos barcos torpedeiros seriamente o suficiente para que este afundasse algum tempo depois. O Navarin foi atacado pela Quarta Divisão de Contratorpedeiros japonesa às 2h00min já do dia 28, que lançaram seis cordas de minas na sua frente. Estas consistiam em quatro minas conectadas com cabos, assim acertar qualquer parte dos cabos iria atrair as minas para o navio. Duas dessas minas bateram no Navarin e ele emborcou e afundou rapidamente. Aproximadamente setenta marinheiros conseguiram abandonar o navio antes dele afundar, porém apenas três sobreviveram quando foram encontrados dezesseis horas depois. Um foi resgatado por um barco torpedeiro japonês e os outros dois por um navio mercante britânico. O restante de sua tripulação morreu. Os sobreviventes afirmaram que os barcos torpedeiros japoneses abriram fogo contra eles quando clamaram por ajuda.